# S/2006 S 12
S/2006 S 12 es un satélite natural de Saturno.
Su descubrimiento fue anunciado por el IAU Minor Planet Center el 7 de mayo de 2023.
S/2006 S 12 tiene unos 4 kilómetros de diámetro y orbita alrededor de Saturno a una distancia de 19,569 Gm en 1.035,05 días, con una inclinación de 38,6, orbita en dirección progrado y una excentricidad de 0,542. S/2006 S 12 pertenece al grupo Gálico; sin embargo, su semieje mayor está un poco más alejado que sus otros miembros, lo que significa que es una luna prograda atípica junto con S/2004 S 24.